# Ignacy Kliński
Ignacy Junosza Kliński – działacz społeczno-narodowy, organizator życia gospodarczego i kulturalnego w okresie zaborów na Pomorzu.

## Życiorys

### Pochodzenie i rodzina
Urodził się 21 stycznia 1862 w Kłodni jako syn Jana Rautenberg Klińskiego, herbu Junosza, z nieżurawskiej linii rodu oraz Józefiny z Dobrskich. Po nauce w domu rodzinnym został uczniem gimnazjum w Chojnicach. Po ojcu odziedziczył majątek Kłodnia i Sienica. Poślubił Wandę Strahl, z którą miał dwóch synów i trzy córki.

### Działalność gospodarcza
Kliński oprócz zarządzania majątkiem zajął się też polską działalnością handlową i przemysłową. Należał do pierwszych założycieli Banku Ludowego w Czersku. Przez 30 lat pełnił w nim funkcję prezesa rady nadzorczej działając także w Związku Spółek Zarobkowych i Gospodarczych w Poznaniu, gdzie przez lata wiódł prym jako reprezentant Pomorza. Razem z Janem Połczyńskim założył polskie towarzystwo rolno-przemysłowe, któremu długie lata przewodniczył. Na wzór „Kupca” z Brus tworzy podobne spółki handlu bławatnego w Czersku i Lubichowie. Z myślą o ograniczeniu emigracji zarobkowej z Borów Tucholskich w głąb Rzeszy Niemieckiej był współzałożycielem szkółki i koszykarskich warsztatów oraz fabryki ram i listew w Czersku. Zajmował się też handlem kawą, cukrem i saletrą chilijską na giełdzie w Hamburgu.

### Działalność kulturalna
Razem ze Stanisławem Sikorskim z Wielkich Chełmów współdziałał jako członek Towarzystwa Pomocy dla Młodzieży Prus Zachodnich w Chełmnie, wspierając także indywidualnie kształcącą się młodzież. Zaangażował się w działalność TCL, kolportując polskie książki i elementarze. Był członkiem Towarzystwa Naukowego w Toruniu oraz znanym szeroko miłośnikiem i propagatorem teatru. Jako pierwszy na Pomorzu sprowadził Poznański Teatr Objazdowy Eugeniusza Majdrowicza, który występował między innymi w Łęgu, Czersku i Chojnicach, a także we dworku w Kłodni. Był patronem powstania Polsko-Katolickiego Towarzystwa „Oświata” w Łęgu. Jego materiały o ks. Worzalle posłużyły Janowi Karnawsikemu do napisania utworu "Worzałowe żece" jednej z części "Sowizdrzół u Krebanów". Jego żona Wanda w zimowe wieczory, przy zamkniętych drzwiach, uczyła wiejskie dzieci po polsku, za co spotykały ją szykany.

### Działalność polityczna
Ignacy zaangażował się w działalność w polskim ruchu wyborczym. Przez lata należał do zarządu Komitetu Wyborczego w powiecie chojnickim, którego prezesem był Teodor Pestka z Łęga. W czasie I wojny światowej niósł pomoc rodakom w Królestwie Polskim (1917-1918), a także jeńcom rosyjskim w obozie w Czersku. W latach 1918–1920 był członkiem Powiatowej Rady Ludowej w Chojnicach, angażując się również na rzecz powrotu Pomorza do Polski. Zmarł 9 lutego 1926 w Kłodni i został pochowany na cmentarzu w Czersku.